# حسين إبراهيم طه
حسين إبراهيم طه (1 نوفمبر 1951 -) سياسي ودبلوماسي تشادي، والأمين العام لمنظمة التعاون الإسلامي، بدءًا من نوفمبر 2021.

## المناصب
من 1979 إلى 1989 كان مستشارًا بوزارة الخارجية في انْجَمِينا، لمدة عشر سنوات منذ 1979 حتى 1989، قبل أن يُعيّن مديرًا لمكتب وزير الخارجية في نجامينا بين عامي 1990 إلى مايو 1991، حيث عُين في يونيو 1991 مستشارًا أولًا في سفارة تشاد لدى الرياض، بعدها شغل منصب سفير تشاد لدى تايوان منذ 2001 وحتى 2006، ثم عُين سفيرًا لبلاده لدى فرنسا منذ 2006، وسفير غير مقيم لدى الفاتيكان؟؟!!.